# Periclina spiritata
Periclina spiritata là một loài bướm đêm trong họ Geometridae.